# Planta nova
Planta nova es un tipo de uva (Vitis vinifera) blanca española originaria de Valencia. Otros nombres con los que se la conoce son: coma, tardana, tortozón y uva planta. Se trata de una planta muy rústica, que madura tardíamente. Según la Orden APA/1819/2007, por la que se actualiza el anexo V, clasificación de las variedades de vid, del Real Decreto 1472/2000, de 4 de agosto, que regula el potencial de producción vitícola, la planta nova o tardana o tortozón es una variedad recomendada como uva de mesa. La planta nova o tardana es variedad autorizada para la vinificación en la Comunidad Valenciana, si bien en este caso se mezcla con otras variedades. Está presente en las denominaciones de origen Utiel-Requena y Valencia.